# Liste des îles de la lagune de Venise

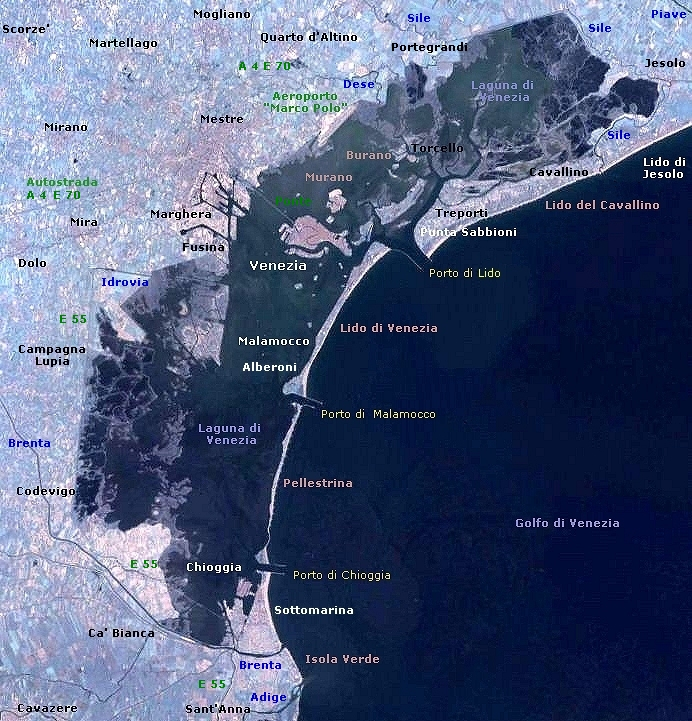
Vue satellite de la lagune de Venise ; les noms des principales îles sont également indiqués.

Cet article recense les îles de la lagune de Venise, en Italie.

## Généralités
La lagune de Venise est une lagune de la mer Adriatique, dans laquelle la ville de Venise est située.
L'aspect actuel de la lagune est dû à des interventions humaines à partir du XVe siècle. À l'origine, la plupart des îles étaient marécageuses, mais un programme d'assèchement les a rendues habitables. Beaucoup de petites îles sont entièrement artificielles. Les autres îles, particulièrement celles du cordon littoral, sont composées de dunes.

## Listes

### Superficie
La lagune de Venise mesure environ 550 km2, dont 8 % sont occupées par de la terre ferme.
À l'exclusion des barrières litorales, les plus grandes îles ou archipels sont :
- Venise (5,17 km2)
- San Erasmo (3,26 km2)
- Murano (1,17 km2)
- Chioggia (0,67 km2)
- Giudecca (0,59 km2)
- Mazzorbo (0,52 km2)
- Torcello (0,44 km2)
- Sant'Elena (0,34 km2)
- La Certosa (0,24 km2)
- Burano (0,21 km2)
- Tronchetto (0,18 km2)
- Sacca Fisola (0,18 km2)
- San Michele (0,16 km2)
- Sacca Sessola (0,16 km2)
- Santa Cristina (0,13 km2)

### Population
La plupart de la population de la lagune est concentrée dans Venise et Chioggia. Les îles et archipels les plus peuplés sont :
- Venise (environ 62 000 habitants)
- Chioggia (50 844 hab.)
- Lido (17 848 hab.)
- Murano (4 968 hab.)
- Pellestrina (4 471 hab.)
- Burano (3 267 hab.)
- San Erasmo (771 hab.)
- Mazzorbo (364 hab.)
- Vignole (69 hab.)
- Torcello (25 hab.)
- Mazzorbetto (4 hab.) (2021)
- San Lazzaro degli Armeni (22 hab.)
- San Giorgio Maggiore (11 hab.)
- San Michele (11 hab.)
- San Francesco del Deserto (9 hab.)
- San Clemente (1 hab.)

### Groupes

#### Principales îles
- Burano
- Chioggia
- Giudecca
- La Certosa
- Mazzorbo
- Murano
- San Erasmo
- Torcello
- Venise
- Vignole

#### Cordons littoraux
- Lido
- Pellestrina
- Sottomarina

#### Petites îles du nord de la lagune
- Crevan
- La Cura
- La Salina
- Lazzaretto Nuovo
- Madonna del Monte
- Mazzorbetto
- Monte dell'Oro
- Motta dei Cunici
- Motta di San Lorenzo
- San Francesco del Deserto
- San Giacomo in Paludo
- San Michele
- San Secondo
- Santa Cristina
- Sant'Andrea
- Sant'Ariano

#### Petites îles du sud de la lagune
- Lazzaretto Vecchio
- Motte di Volpego
- Poveglia
- Sacca Fisola
- Sacca Sessola
- San Giorgio in Alga
- San Giorgio Maggiore
- San Lazzaro degli Armeni
- San Servolo
- Santa Maria della Grazia
- Sant'Angelo della Polvere
- Santo Spirito
- Spignon
- Tronchetto

#### Batterie
Les Batterie sont des îles fortifiées :
- Nord :
  - Buel del Lovo
  - Campalto
  - Carbonera
  - Tessera

- Sud :
  - Campana
  - Ex Poveglia
  - Fisolo
  - Trezze

#### Ottagoni
Les Ottagoni sont cinq îles fortifiées :
- Ottagono San Pietro
- Ottagono Abbandonato
- Ottagono Alberoni
- Ottagono Ca' Roman
- Ottagono Poveglia

#### Îles isolées
- Ammiana
- Costanziaco
- San Marco in Boccalama
- Vigilia